# Zeitschrift für Vergleichende Rechtswissenschaft
Die Zeitschrift für Vergleichende Rechtswissenschaft (ZVglRWiss) ist eine juristische Fachzeitschrift.

## Zielgruppe
Die ZVglRWiss richtet sich an Anwaltskanzleien mit internationaler Ausrichtung sowie Juristen aus Forschung und Lehre im Bereich der Rechtsvergleichung oder dem internationalen Wirtschaftsrecht.

## Geschichte
Die ZVglRWiss wurde 1878 von Franz Bernhöft, Georg Cohn und Josef Kohler gegründet. Sie gehört damit zu den ältesten noch bestehenden juristischen Fachzeitschriften. Kohler leitete die Zeitung von 1882 bis 1918. Von 1918 bis 1938 führte die Zeitung Kohlers Schüler Leonhard Adam. Zu der Zeit lautete der vollständige Name des Organs Zeitschrift für Vergleichende Rechtswissenschaft einschließlich der ethnologischen Rechtsforschung. Zusammen mit Adam saßen drei ausländische Professoren im Herausgebergremium.
Nach der nationalsozialistischen Machtergreifung wurde Adam als Jude verfolgt und verlor seine Anstellung. Trotzdem konnte er die Führung der Zeitschrift noch bis 1938 behalten. Ende 1938 wurde er aus der Herausgeberschaft entlassen, die Zeitschrift wurde arisiert. Neuer Herausgeber war im Auftrag der Akademie für Deutsches Recht der nationalsozialistische Völkerrechtler Axel von Freytagh-Loringhoven. Erich Pritsch wurde geschäftsführender Herausgeber der Zeitschrift, Wilhelm Wengler der Schriftleiter.
Die drei ausländischen Herausgeber verschwanden mit Adam von der Titelseite. Nach der Reichspogromnacht vom 9. November emigrierte Adam in das Vereinigte Königreich.

## Inhalte und Erscheinungsweise
In der ZVglRWiss werden Themen der klassischen Rechtsvergleichung mit Aufsätzen behandelt, ebenso werden fremde Rechtsgebiete weltweit dargestellt. Thematisch liegt der Schwerpunkt auf dem Wirtschaftsrecht. Die ZVglRWiss erscheint dreimonatlich.

## Autoren und Herausgeber
Für die ZVglRWiss schreiben zumeist Universitätsprofessoren oder Spezialisten aus international ausgerichteten Kanzleien oder Unternehmen. Herausgegeben wird die ZVglRWiss von Klaus Peter Berger, Werner F. Ebke, Bernhard Großfeld, Jan von Hein, Leonhard Hübner, Susanne Kalss, Peter V. Kunz, Hanno Merkt, Dörte Poelzig (geschäftsführend), Claudia Schubert und Francesco A. Schurr. Weitere Herausgeber waren u. a. Rolf Birk, Peter Mankowski, Karl Meessen und Otto Sandrock.

## Verlag und redaktionelle Betreuung
Verlegt wurde die ZVglRWiss im Verlag Recht und Wirtschaft GmbH, dieser gehörte zur Verlagsgruppe Deutscher Fachverlag mit Sitz in Frankfurt am Main. Seit der Verschmelzung des Verlages Recht und Wirtschaft mit dem Deutschen Fachverlag wird sie seit Januar 2012 von diesem direkt herausgegeben bzw. organisatorisch vom neuen Bereich Fachmedien Recht und Wirtschaft. Zuständige Redakteurin dort ist Maria Wolfer.